# Alejandro Moreno (calciatore)
Alejandro Enrique Moreno Riera (Barquisimeto, 8 luglio 1979) è un ex calciatore venezuelano, di ruolo attaccante.

## Carriera
Ha giocato in altri importanti club come Los Angeles Galaxy, San Jose Earthquakes e Houston Dynamo.

## Palmarès
- MLS Supporters' Shield: 3

S.J Earthquakes: 2005
Columbus Crew: 2008, 2009
- Campionato MLS: 3

Houston Dinamo: 2006, 2007
Columbus Crew: 2008